# 애오개역
애오개(아현공원)역(Aeogae(Ahyeon Park)Station)은 서울특별시 마포구 아현동에 위치한 수도권 전철 5호선의 지하철역이다. 역 이름은 아현동의 한글식 옛 지명인 '애기능'(아기무덤)이 위치한 '고개'에서 유래하였다. 
이 역은 심야 주박역으로, 상일동·마천발 애오개행과 방화발 애오개행 막차 1편성이 시·종착한다. 심야에 2편성이 주박한다.

## 역사
- 1996년 12월 30일 : 서울 지하철 5호선 여의도역 ~ 왕십리역 구간 연장 개통과 함께 영업 개시

## 사건 사고
- 애오개역이 개통하기 이전인 1994년 12월 7일 오후 2시 52분경에 현재의 애오개역 4번 출구 근처에 위치한 한국가스공사 아현밸브스테이션 지하실에서 아현동 도시가스 폭발 사고가 발생하여 12명이 사망하고 101명이 부상당했다.[2][3]
- 2025년 1월 18일 낮에는 서울서부지방법원이 2024년 대한민국 비상계엄에 의한 내란 수괴 혐의로 체포된 윤석열 당시 대통령에게 구속영장을 발부하기 위한 영장실질심사를 진행한다는 소식에 반발한 그의 지지자들이 서울서부지방법원 청사 인근을 지나가는 마포대로 10개 차로를 모두 점거하고 윤석열 당시 대통령의 체포와 구속영장 발부 심사에 항의하는 집회를 열었다. 이 여파로 인하여 오후 4시 8분부터 오후 4시 17분까지 9분 동안 모든 상하행선 열차가 애오개역을 무정차 통과했다.[4][5]

## 역 구조
2면 2선의 상대식 승강장이 갖추어진 지하역이다. 스크린도어가 설치되어 있다. 출구는 4개다.

### 승강장
| 공덕 ↑   |
| \| 상    |
| ↓ 충정로 |

| 상행 | ● 수도권 전철 5호선 | 공덕 · 여의도 · 까치산 · 방화 방면       |
| 하행 | ● 수도권 전철 5호선 | 충정로 · 광화문 · 하남검단산 · 마천 방면 |

## 역 주변
1번 출구 
- 마포경찰서
- 아현동주민센터
- 한세사이버보안고등학교
- 서울서부지방법원 등기국

2번 출구 
- 아현중학교
- 아현초등학교
- 아현시장
- 아현산업정보학교
- 마포래미안푸르지오아파트

3번 출구 
- 아현1치안센터
- 마포평생학습관 아현분관
- 아현동로터리 방면
- 서울마포음악창작소

4번 출구 
- 공덕동
- 공덕동주민센터
- 서울서부지방법원 / 서울서부지방검찰청
- 삼성래미안아파트 공덕2차
- 환일중학교, 환일고등학교
- 서울소의초등학교
- 마포노인복지센터

## 이용객 변동
| 노선  | 노선   | 일평균 인원수 (명/일) | 일평균 인원수 (명/일) | 일평균 인원수 (명/일) | 일평균 인원수 (명/일) | 일평균 인원수 (명/일) | 일평균 인원수 (명/일) | 일평균 인원수 (명/일) | 일평균 인원수 (명/일) | 일평균 인원수 (명/일) | 일평균 인원수 (명/일) | 각주  |
| 노선  | 노선   | 2000년                | 2001년                | 2002년                | 2003년                | 2004년                | 2005년                | 2006년                | 2007년                | 2008년                | 2009년                | 각주  |
| ----- | ------ | --------------------- | --------------------- | --------------------- | --------------------- | --------------------- | --------------------- | --------------------- | --------------------- | --------------------- | --------------------- | ----- |
| 5호선 | 승차   | 6,119                 | 6,377                 | 6,330                 | 6,704                 | 6,774                 | 6,621                 | 6,533                 | 6,470                 | 5,703                 | 4,650                 | [ 6 ] |
| 5호선 | 하차   | 5,981                 | 6,195                 | 6,135                 | 6,521                 | 6,554                 | 6,404                 | 6,345                 | 6,312                 | 5,631                 | 4,760                 | [ 6 ] |
| 5호선 | 승하차 | 12,100                | 12,572                | 12,466                | 13,226                | 13,328                | 13,025                | 12,878                | 12,782                | 11,334                | 9,410                 | [ 6 ] |
| 노선  | 노선   | 2010년                | 2011년                | 2012년                | 2013년                | 2014년                | 2015년                | 2016년                | 2017년                | 2018년                |                       | [ 6 ] |
| 5호선 | 승차   | 4,806                 | 4,777                 | 4,809                 | 5,040                 | 5,469                 | 6,614                 | 6,927                 | 7,185                 | 7,224                 |                       | [ 6 ] |
| 5호선 | 하차   | 4,977                 | 4,939                 | 5,022                 | 5,262                 | 5,611                 | 6,640                 | 6,892                 | 7,185                 | 7,190                 |                       | [ 6 ] |
| 5호선 | 승하차 | 9,783                 | 9,717                 | 9,831                 | 10,302                | 11,080                | 13,254                | 13,819                | 14,370                | 14,414                |                       | [ 6 ] |

## 사진

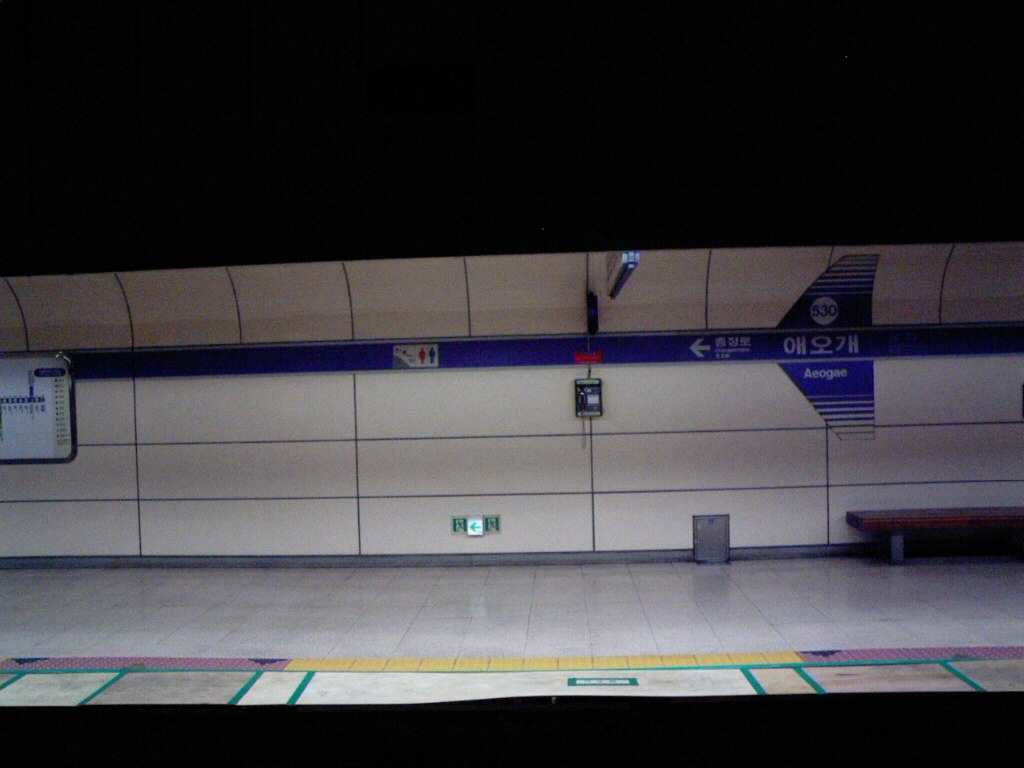
승강장 (스크린도어 공사중)
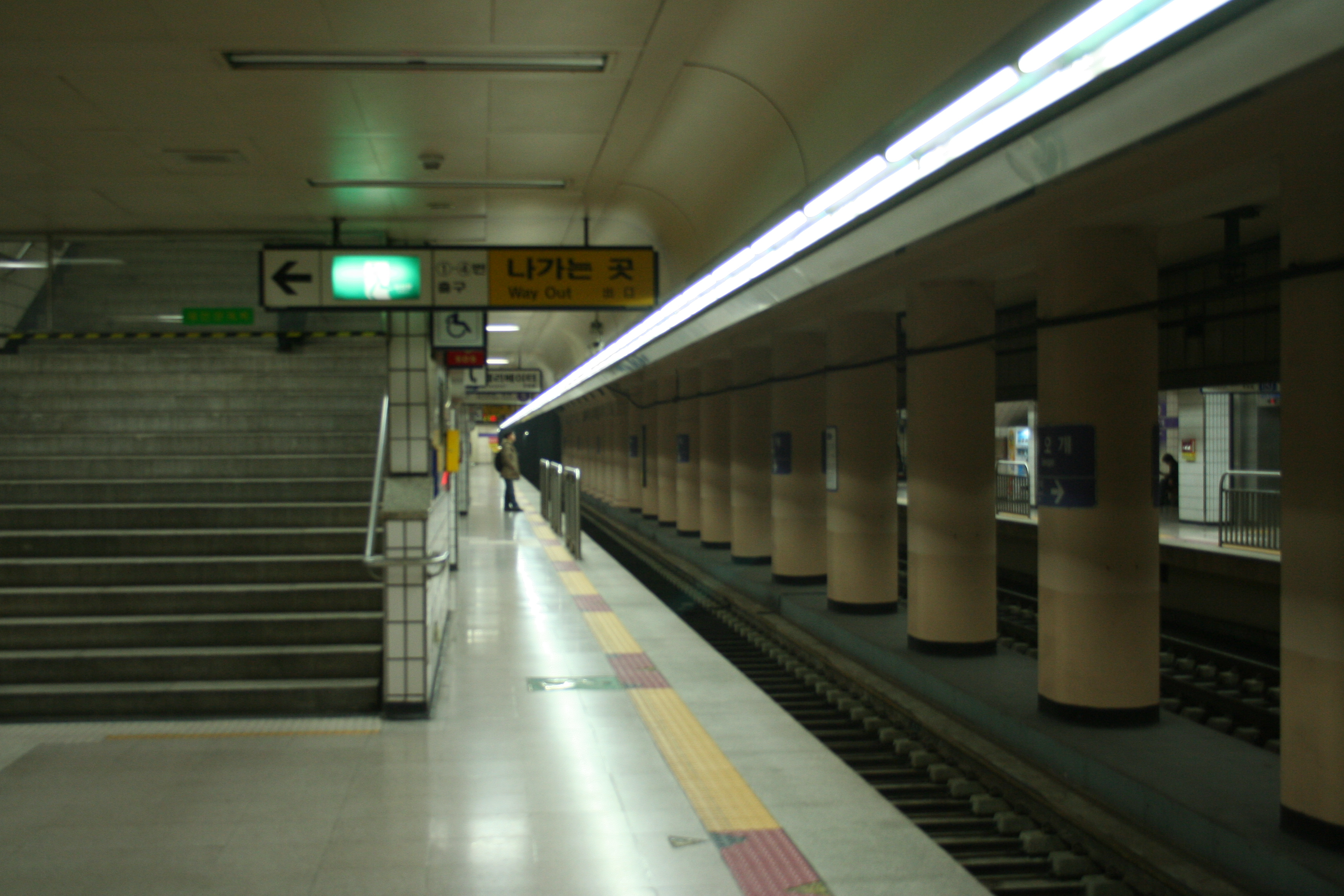
승강장 (스크린도어 설치 전)
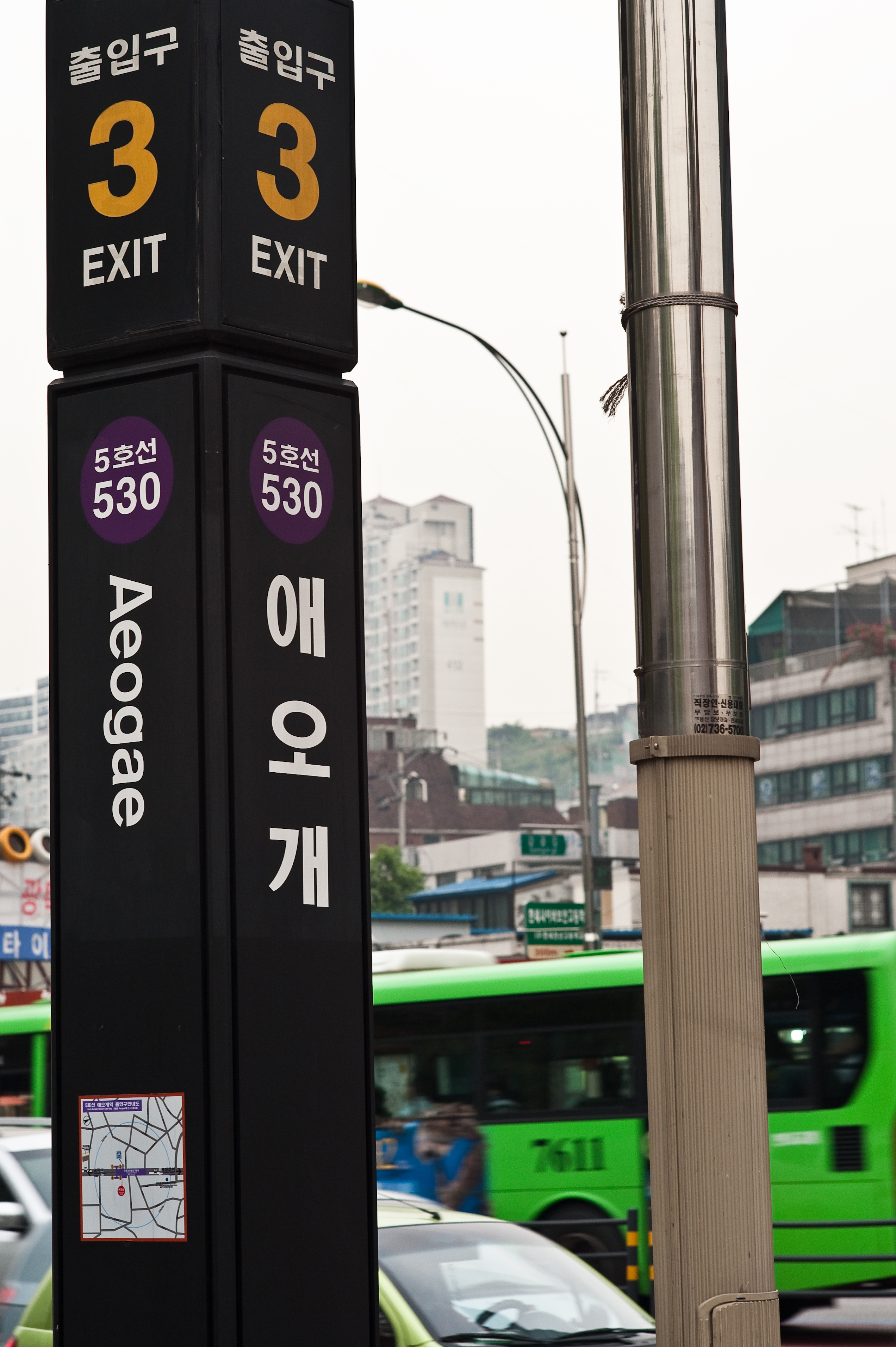
폴사인

## 인접한 역
| 서울 지하철 5호선 본선 | 서울 지하철 5호선 본선                 | 서울 지하철 5호선 본선            |
| ---------------------- | -------------------------------------- | --------------------------------- |
| 529 공덕 방화 방면     | ● 수도권 전철 5호선 (일부 열차 시종착) | 531 충정로 하남검단산 · 마천 방면 |